# Coppa Italia di Serie B2 2022-2023 (pallavolo)
La Coppa Italia di Serie B2 2022-2023 si è svolta dal 21 gennaio all'8 aprile 2023: al torneo hanno partecipato undici squadre di club italiane e la vittoria finale è andata per la prima volta al Gossolengo.

## Formula
Le squadre partecipanti sono state divise in tre gruppi di tre squadre ciascuno e un gruppo di due squadre. Le squadre inserite in un gruppo composto da tre squadre hanno disputato un girone all'italiana con partite di sola andata, per un totale di tre giornate. Le squadre inserite nel gruppo da due squadre si sono incontrate con gare di andata e ritorno (in caso di parità di punti dopo le due partite è stato disputato un golden set). La prima classificata di ciascun gruppo ha acceduto alla fase finale strutturata con semifinali e finale in gara unica.

## Squadre partecipanti
| Squadra         | Qualificazione                                       |
| --------------- | ---------------------------------------------------- |
| Ambra Cavallini | 1ª in girone di andata Serie B2 2022-2023 (girone G) |
| Bellusco        | 1ª in girone di andata Serie B2 2022-2023 (girone B) |
| Cerea           | 1ª in girone di andata Serie B2 2022-2023 (girone D) |
| Clodia          | 1ª in girone di andata Serie B2 2022-2023 (girone E) |
| Gossolengo      | 1ª in girone di andata Serie B2 2022-2023 (girone F) |
| ICS Santa Lucia | 1ª in girone di andata Serie B2 2022-2023 (girone I) |
| Il Podio Fasano | 1ª in girone di andata Serie B2 2022-2023 (girone L) |
| Montesport      | 1ª in girone di andata Serie B2 2022-2023 (girone H) |
| New Ripalta     | 1ª in girone di andata Serie B2 2022-2023 (girone C) |
| UIV Pavia       | 1ª in girone di andata Serie B2 2022-2023 (girone A) |
| Zafferana       | 1ª in girone di andata Serie B2 2022-2023 (girone M) |

## Torneo

### Prima fase

#### Primo gruppo

##### Risultati
| 21 gennaio 2023 Palestra Comunale, Bellusco         | Bellusco    | 1 - 3 | New Ripalta | 22-25, 21-25, 25-18, 22-25 |
| 24 gennaio 2023 PalaRavizza, Pavia                  | UIV Pavia   | 1 - 3 | Bellusco    | 25-12, 19-25, 21-25, 22-25 |
| 28 gennaio 2023 Palestra comunale, Ripalta Cremasca | New Ripalta | 3 - 1 | UIV Pavia   | 16-25, 25-21, 25-19, 25-12 |

##### Classifica
| Pos. | Squadra     | Pt | G | V | P | SV | SP | Ratio | PF  | PS  | Ratio |
| ---- | ----------- | -- | - | - | - | -- | -- | ----- | --- | --- | ----- |
| 1.   | New Ripalta | 6  | 2 | 2 | 0 | 6  | 2  | 3,000 | 184 | 167 | 1,102 |
| 2.   | Bellusco    | 3  | 2 | 1 | 1 | 4  | 4  | 1,000 | 177 | 180 | 0,983 |
| 3.   | UIV Pavia   | 0  | 2 | 0 | 2 | 2  | 6  | 0,333 | 164 | 178 | 0,921 |

      Qualificata alle semifinali.

#### Secondo gruppo

##### Risultati
| 21 gennaio 2023 Liceo Giuseppe Veronese, Chioggia  | Clodia     | 1 - 3 | Gossolengo | 17-25, 18-25, 25-23, 23-25 |
| 25 gennaio 2023 Palestra Scuola San Vito, Cerea    | Cerea      | 3 - 0 | Clodia     | 25-20, 25-21, 28-26        |
| 28 gennaio 2023 Palazzetto dello Sport, Gossolengo | Gossolengo | 3 - 0 | Cerea      | 25-21, 25-7, 25-23         |

##### Classifica
| Pos. | Squadra    | Pt | G | V | P | SV | SP | Ratio | PF  | PS  | Ratio |
| ---- | ---------- | -- | - | - | - | -- | -- | ----- | --- | --- | ----- |
| 1.   | Gossolengo | 6  | 2 | 2 | 0 | 6  | 1  | 6,000 | 173 | 134 | 1,291 |
| 2.   | Cerea      | 3  | 2 | 1 | 1 | 3  | 3  | 1,000 | 129 | 142 | 0,908 |
| 3.   | Clodia     | 0  | 2 | 0 | 2 | 1  | 6  | 0,167 | 150 | 176 | 0,852 |

      Qualificata alle semifinali.
      Esclusa per rinuncia.

#### Terzo gruppo

##### Risultati
| 21 gennaio 2023 Istituto Luigi Pirandello, Fonte Nuova | ICS Santa Lucia | 2 - 3 | Montesport      | 25-23, 24-26, 19-25, 25-18, 12-15 |
| 25 gennaio 2023 Palazzetto Giorgio Matteoli, Pontedera | Ambra Cavallini | 2 - 3 | ICS Santa Lucia | 14-25, 20-25, 25-17, 25-19, 14-16 |
| 28 gennaio 2023 PalaAlessandro, Montespertoli          | Montesport      | 3 - 2 | Ambra Cavallini | 23-25, 10-25, 25-19, 25-16, 15-12 |

##### Classifica
| Pos. | Squadra         | Pt | G | V | P | SV | SP | Ratio | PF  | PS  | Ratio |
| ---- | --------------- | -- | - | - | - | -- | -- | ----- | --- | --- | ----- |
| 1.   | Montesport      | 4  | 2 | 2 | 0 | 6  | 4  | 1,500 | 205 | 202 | 1,015 |
| 2.   | ICS Santa Lucia | 3  | 2 | 1 | 1 | 5  | 5  | 1,000 | 207 | 205 | 1,010 |
| 3.   | Ambra Cavallini | 2  | 2 | 0 | 2 | 4  | 6  | 0,667 | 195 | 200 | 0,975 |

      Qualificata alle semifinali.

#### Quarto gruppo

##### Andata
| 21 gennaio 2023 Palestra Scuola Roberto Rimini, Aci Castello | Zafferana | 3 - 1 | Il Podio Fasano | 25-23, 25-22, 22-25, 25-19 |

##### Ritorno
| 28 gennaio 2023 Palestra ITC Salvemini, Fasano | Il Podio Fasano | 3 - 1 | Zafferana | 25-22, 25-19, 22-25, 25-21 Golden set: 16-14 |

### Fase finale

#### Tabellone
| \| \| Semifinali \| Semifinali \| \| \| Finale \| Finale \| \| \| \| \| \| \| \| \| \| \| \| \| Gossolengo \| 3 \| \| \| \| \| \| \| \| Gossolengo \| 3 \| \| \| \| \| \| \| \| Il Podio Fasano \| 0 \| \| \| \| \| \| \| \| Il Podio Fasano \| 0 \| \| Gossolengo \| 3 \| \| \| \| \| \| \| \| Gossolengo \| 3 \| \| \| \| \| \| \| New Ripalta \| 2 \| \| \| \| \| \| New Ripalta \| 3 \| New Ripalta \| 2 \| \| \| \| \| \| New Ripalta \| 3 \| \| \| \| \| \| \| \| Montesport \| 2 \| \| \| \| \| \| |                 |            |             |            |        |        |  |
| | Semifinali      | Semifinali |             |            | Finale | Finale |  |
| |                 |            |             |            |        |        |  |
| | Gossolengo      | 3          |             |            |        |        |  |
| | Gossolengo      | 3          |             |            |        |        |  |
| | Il Podio Fasano | 0          |             |            |        |        |  |
| | Il Podio Fasano | 0          |             | Gossolengo | 3      |        |  |
| |                 |            |             | Gossolengo | 3      |        |  |
| |                 |            | New Ripalta | 2          |        |        |  |
| | New Ripalta     | 3          | New Ripalta | 2          |        |        |  |
| | New Ripalta     | 3          |             |            |        |        |  |
| | Montesport      | 2          |             |            |        |        |  |

#### Risultati

##### Semifinali
| 7 aprile 2023 Palasport, Castel Maggiore | Gossolengo  | 3 - 0 | Il Podio Fasano | 25-22, 26-24, 25-15              |
| 7 aprile 2023 Palasport, Castel Maggiore | New Ripalta | 3 - 2 | Montesport      | 18-25, 25-20, 24-26, 25-18, 15-8 |

##### Finale
| 8 aprile 2023 PalaDozza, Bologna | Gossolengo | 3 - 2 | New Ripalta | 21-25, 25-20, 25-14, 22-25, 15-9 |

## Premi individuali
| Premio                 | Nome                 | Squadra     |
| ---------------------- | -------------------- | ----------- |
| MVP                    | Chiara Scarabelli    | Gossolengo  |
| Miglior palleggiatrice | Flavia Gemma         | Gossolengo  |
| Miglior attaccante     | Chiara Scarabelli    | Gossolengo  |
| Miglior centrale       | Francesca Rivoltella | New Ripalta |
| Miglior libero         | Marika Coti Zelati   | New Ripalta |